# John Gorrie (réalisateur)
Pour les articles homonymes, voir John Gorrie.
John Gorrie est un réalisateur et scénariste britannique né le 11 août 1932 à Hastings (Royaume-Uni).

## Filmographie

### Comme réalisateur
- 1962 : Suspense (série télévisée)
- 1962 : Compact (série télévisée)
- 1964 : Thorndyke (série télévisée)
- 1964 : Doctor Who (série télévisée) - The Keys of Marinus
- 1965 : Naked Island (feuilleton TV)
- 1965 : The Good Shoe Maker and the Poor Fish Peddler (TV)
- 1965 : A Knight in Tarnished Armour (TV)
- 1965 : Old Man of Chelsea Reach (TV)
- 1965 : The Wednesday Thriller (série télévisée)
- 1965 : Out of the Unknown (série télévisée)
- 1965 : The Dead Past (TV)
- 1966 : End in Tears (TV)
- 1966 : The Queen and Jackson (TV)
- 1966 : Second Childhood (TV)
- 1966 : Satisfaction Guaranteed (TV)
- 1967 : Boy Meets Girl (série télévisée)
- 1969 : The Eye of Heaven (TV)
- 1969 : The Sad Decline of Arthur Maybury (TV)
- 1974 : Within These Walls (série télévisée)
- 1975 : Edward the King (feuilleton TV)
- 1975 : Angels (série télévisée)
- 1976 : Private Lives (TV)
- 1978 : Lillie (feuilleton TV)
- 1980 : Twelfth Night (TV)
- 1980 : The Tempest (TV)
- 1981 : The Member for Chelsea (TV)
- 1982 : Claire (feuilleton TV)
- 1984 : Shroud for a Nightingale (feuilleton TV)
- 1984 : Morgan's Boy (TV)
- 1985 : Bewitched (TV)
- 1985 : Marjorie and Men (série télévisée)
- 1986 : First Among Equals (feuilleton TV)
- 1986 : A Sort of Innocence (série télévisée)
- 1987 : Cause célèbre (TV)
- 1989 : A Quiet Conspiracy (feuilleton TV)
- 1990 : An Unkindness of Ravens (TV)
- 1991 : Murder Being Once Done (TV)
- 1992 : Talking to Strange Men (TV)
- 1997 : Le Club des cinq (The Famous Five) (série télévisée)
- 1999 : The Gift (TV)
- 2000 : The Coral Island (feuilleton TV)

### Comme scénariste
- 1969 : The Sad Decline of Arthur Maybury (TV)
- 1975 : Edward the King (feuilleton TV)
- 1978 : Lillie (feuilleton TV)